# Braille-Musikschrift

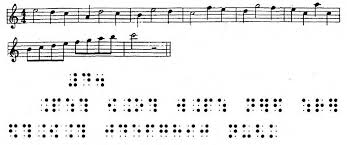
Braille-Musikschrift unterhalb einer konventionellen Schreibweise

Die Braille-Musikschrift ist die von Louis Braille 1828 entwickelte musikalische Notation für blinde und stark sehbehinderte Menschen, die heute weltweit verwendet wird. Er verwendete dabei dieselben sechs Punkte wie in seiner Blindenschrift, wobei jeweils die oberen vier Punkte die Tonhöhe und die unteren beiden Punkte den Wert (Zeitdauer) einer Note angeben. In seinem ausgeklügelten System von Noten-, Oktav-, Harmonie- und Zusatzsymbolen ist es möglich, auch die vertikalen Abläufe mehrstimmiger Musik in eine für Blinde lesbare lineare Zeichenfolge zu bringen.
Die größte Sammlung von Noten in Brailleschrift besitzt die National Library for the Blind in Stockport (Großbritannien). Das Deutsche Zentrum für barrierefreies Lesen, früher Deutsche Zentralbücherei für Blinde zu Leipzig (DZB), besitzt eine Blindenbücherei, in der sich mehr als 6.200 Notentitel (Stand: 2014) befinden, die von blinden Musikern aus der ganzen Welt ausgeliehen werden können. Mit DaCapo werden Noten für Blinde computergestützt übertragen, die von blinden Musikern professionell eingesetzt werden können. Die Übertragung kann sowohl von Normalschrift-Noten in Braille-Noten als auch umgekehrt erfolgen.